# Gruner (Familienname)
Gruner ist ein deutscher Familienname.

## Namensträger

### A
- Andreas Gruner (vor 1390–um 1470), deutscher Rhetoriker
- August Heinrich Gruner (1761–1848), deutscher Lokalpolitiker und Mineraloge
- August Wilhelm Gruner (1778–1859), deutscher Überseekaufmann und Reeder
- Axel Gruner (* 1964), deutscher Hotelbetriebswirt und Hochschullehrer

### B
- Bernhard Gruner (* 1949), deutscher Radrennfahrer

### C
- Carl Gruner (Politiker) (1865–1924),  deutscher Kaufmann und Politiker (DVP), MdBB
- Carl Gruner (Ingenieur) (1876–1967), deutscher Ingenieur und Politiker (NSDAP)
- Christian Gottfried Gruner (1744–1815), deutscher Arzt und Medizinhistoriker
- Christian Gottlieb Gruner (1816–1870), deutscher Gutsbesitzer und Politiker
- Christian Heinrich Gruner (1814–1889), Landtagsabgeordneter Waldeck
- Christian Siegfried Gruner (1774–1855), Überseekaufmann und Papierfabrikant
- Christoph Gruner (1551–1606), deutscher Theologe

### D
- Dieter Gruner (* 1953), deutscher Journalist und Autor

### E
- Eduard Gruner (1905–1984), Schweizer Ingenieur und Verkehrsplaner
- Elioth Gruner (1882–1939), australischer Maler
- Erich Gruner (Grafiker) (1881–1966), deutscher Maler, Grafiker, Illustrator und Karikaturist
- Erich Gruner (1915–2001), Schweizer Historiker und Politologe
- Ernst Gruner (1853–1925), deutscher Versicherungsjurist und Sozialpolitiker
- Ernst Gruner (Komponist) (1922–1989), deutscher Dirigent und Komponist

### F
- Friedrich Andreas Gruner (1773–1825), evangelischer Theologe und Konsistorialrat
- Fritz Gruner (1923–2011), Sinologe

### G
- Georg Gruner (1908–2004), Schweizer Bauingenieur
- Gerti Gruner, deutsche Filmeditorin
- Gottfried Gruner (1923–2011), deutscher Künstler
- Gottlieb Anton Gruner (1778–1844), deutscher Pädagoge und Leiter des Lehrerseminars in Idstein
- Gottlieb Sigmund Gruner (1717–1778), Schweizer Naturwissenschaftler
- Gottlieb Gruner (1756–1830), Pfarrer, Naturforscher und Philanthrop
- Günter Gruner (1931–2024), deutscher Architekt

### H
- Hans Gruner (Geologe) (1841–1917), deutscher Hochschullehrer für Geologie und Mineralogie
- Hans Gruner (1865–1943), deutscher Afrikaforscher und Kolonialbeamter
- Hans-Eckhard Gruner (1926–2006), deutscher Zoologe
- Heinrich Gruner (Ingenieur) (1833–1906), deutsch-schweizerischer Ingenieur
- Heinrich Eduard Gruner (1873–1947), Schweizer Bauingenieur
- Helmut Gruner (* 1927), deutscher Fußballspieler
- Hermann Gruner (1862–1938), deutscher Organist und Kirchenmusikdirektor
- Horst Gruner (* 1959), deutscher Diplomat

### I
- Isa Gruner (1897–1989), deutsche Sozialarbeiterin

### J
- Jacqueline Gruner (1907–1945), französische Autorin und Widerstandskämpferin
- Joachim Gruner (1933–2011), deutscher Komponist
- Johann Friedrich Gruner (1723–1778), deutscher Theologe, Historiker, Rhetoriker und Pädagoge
- Johann Gerhard Gruner (1734–1790), deutscher Jurist und Historiker
- Johann Rudolf Gruner (1680–1761), Schweizer Pfarrer, Sammler und Chronist
- Johann Samuel von Gruner (1766–1824), Schweizer Geologe und Revolutionär
- John W. Gruner (1890–1981), US-amerikanischer Mineraloge
- Julia Gruner (* 1984), deutsche Künstlerin
- Jürgen Gruner (* 1930), deutscher Verleger, Leiter des Verlags Volk und Welt, 1983–1991 Erster Vorsitzender des Börsenvereins der Deutschen Buchhändler
- Justus von Gruner (1777–1820), deutscher Staatsmann
- Justus von Gruner (Politiker) (1807–1885), preußischer Diplomat und Politiker

### K
- Karl Gruner (Fußballspieler) (1913–??), deutscher Fußballspieler
- Karl Friedrich Gerhard Gruner (1768–1837), deutscher Kaufmann und Politiker
- Klaus Gruner (* 1952), deutscher Handballspieler

### L
- Lila Gruner (1870–1950), österreichische Malerin, Grafikerin und Zeichenlehrerin
- Ludwig Gruner (1801–1882), deutscher Kupferstecher

### M
- Markus Gruner (* 1967), deutscher Designer, Grafiker, Bildhauer und Schriftsteller
- Martin Gruner (* 1968), deutscher parteiloser Politiker
- Michael Gruner (1945–2021), deutscher Regisseur und Intendant

### O
- Olivier Gruner (* 1960), französischer Schauspieler
- Otto Gruner (1848–1906), deutscher Architekt

### P
- Paul Gruner (Politiker, 1851) (1851–1902), deutscher Politiker (SPD), MdL Sachsen
- Paul Gruner (Physiker) (1869–1957), Schweizer Physiker
- Paul Gruner (Politiker, 1890) (1890–1947), deutscher Politiker (KPD/SED) und Gewerkschaftsfunktionär
- Paul-Hermann Gruner (* 1959), deutscher Politikwissenschaftler, Journalist, Schriftsteller und Künstler
- Peter Gruner (Musiker) (* 1971), deutscher Musiker, Songschreiber und Autor
- Peter Jacob Gruner (* 1974), US-amerikanischer Wrestler; siehe Billy Kidman

### R
- Richard Gruner (1925–2010), deutscher Unternehmer und Verleger
- Rolf Gruner (1935–2020), deutscher Staatswissenschaftler und Hochschullehrer
- Ronald Gruner (* 1960), deutscher Schriftsteller und Politologe
- Rudi Gruner (1909–1984), deutscher Maler, Zeichner und Buchillustrator
- Rudolf Gruner (1911–2001), deutscher HNO-Arzt

### S
- Stefan Tomas Gruner (* 1943), deutscher Schriftsteller
- Sybille Gruner (* 1969), deutsche Handballspielerin

### T
- Theodor Gruner (1854–1908), Präsident der Bremischen Bürgerschaft und Heimatforscher
- Traute Gruner (1924–2025), deutsche Künstlerin

### U
- Ueli Gruner (* 1952), Schweizer Geologe

### W,
- Walter Gruner (1883–1961), deutscher Architekt
- Werner Gruner (1904–1995), deutscher Maschinenbauingenieur, Waffenkonstrukteur und Hochschullehrer
- Wilhelm Gruner (1771–1849), deutscher Apotheker und Mineraloge
- Wilhelm L. Gruner (1888–nach 1936), deutscher Komponist
- Wolf Gruner (* 1960), deutscher Historiker
- Wolf D. Gruner (* 1944), deutscher Historiker
- Wolfgang Gruner (1926–2002), deutscher Kabarettist, Schauspieler und Regisseur